# Přebudov
Přebudov je malá vesnice, část města Kasejovice v okrese Plzeň-jih v Plzeňském kraji. Nachází se asi pět kilometrů severozápadně od Kasejovic. Přebudov je také název katastrálního území o rozloze 1,32 km².

## Historie
První písemná zmínka o vesnici pochází z roku 1412.

## Obyvatelstvo
| Rok            | 1869 | 1880 | 1890 | 1900 | 1910 | 1921 | 1930 | 1950 | 1961 | 1970 | 1980 | 1991 | 2001 | 2011 | 2021 |
| -------------- | ---- | ---- | ---- | ---- | ---- | ---- | ---- | ---- | ---- | ---- | ---- | ---- | ---- | ---- | ---- |
| Počet obyvatel | 126  | 135  | 116  | 114  | 110  | 104  | 84   | 63   | 32   | 21   | 26   | 10   | 9    | 10   | 8    |
| Počet domů     | 18   | 18   | 18   | 18   | 18   | 18   | 18   | 16   | 16   | 10   | 8    | 11   | 11   | 13   | 12   |

## Obecní správa
Při sčítání lidu v letech 1850–1929 Přebudov byl osadou obce Víska v okrese Blatná. V letech 1930–1960 byla samostatnou obcí v okrese Blatná. V letech 1961–1975 byl částí obce Kladrubce v okrese Plzeň-jih. Od 1. ledna 1976 do 31. prosince 1979 byl částí obce Životice v okrese Plzeň-jih. Od 1. ledna 1980 je částí města Kasejovice v okrese Plzeň-jih. Poté se Životice opět osamostatnily, ale Přebudov již zůstal součástí Kasejovic.